# Dialogue avec mon jardinier
Dialogue avec mon jardinier (br: Conversas com Meu Jardineiro; pt: Conversas com o meu Jardineiro) é um  filme francês dirigido por Jean Becker e lançado em  2007.

## Sinopse
Após adquirir uma certa reputação como pintor parisiense, um quinquagenário retorna às origens e volta ao centro da França profunda a fim de tomar posse da casa onde viveu sua infância. Ao redor da casa estende-se um grande terreno, que ele não terá nem o gosto, nem o talento para se ocupar. Assim, ele passa um anúncio para contratar um jardineiro. O primeiro candidato, que será o escolhido, é um antigo amigo perdido de vista e, assim, reencontrado: ele será o jardineiro.
Convivendo com ele, o pintor descobre, através de toques impressionistas, um homem que num primeiro momento o intriga, e que depois o deixa maravilhado pela sua franqueza e a simplicidade pela qual ele enxerga o mundo.

## Ficha técnica
- Título original : Dialogue avec mon jardinier
- Título no Brasil : Conversas com Meu Jardineiro
- Título em Portugal : Conversas com o Meu Jardineiro
- Direção : Jean Becker
- Cenario, adaptação e diálogos : Jean Cosmos, Jacques Monnet e Jean Becker, segundo o romance homônimo de Henri Cueco
- Música : Ahmet Gülbay
- País de origem : França
- Data de lançamento : 6 de junho de 2007
- Duração : 109 minutos (1 h 49 min)

## Elenco
- Daniel Auteuil : o pintor, "Dupinceau"
- Jean-Pierre Darroussin : o jardineiro, "Dujardin"
- Fanny Cottençon : Hélène, a mulher de "Dupinceau"
- Élodie Navarre : Carole, a filha de "Dupinceau"
- Alexia Barlier : Magda, a amante de "Dupinceau"
- Hiam Abbass : a mulher

## Sobre o filme
- O filme foi rodado no coração do Beaujolais.